# Монарх-довгохвіст азійський
Монарх-довгохвіст азійський або мухоловка райська (Terpsiphone paradisi) — вид горобцеподібних птахів родини монархових (Monarchidae). Мешкає в Південній і Центральній Азії.

## Опис
Довжина птаха становить 19-22 см, вага 20-22 грам. У дорослих самців хвіст досягає довжини 24 см, причому центральні стернові пера можуть сягати 30 см. Забарвлення самців існує у двох морфах: темній і світлій. У представників темної морфи верхня частина голови темно-синя, блискуча, голова і скроні сірі (іноді також темно-сині і блискучі). Верхня частина тіла іржасто-руда, хвіст дещо світліший. У представників світлої морфи забарвлення переважно біле, за винятком синювато-чорної з відблиском голови. Першорядні махові пера у них чорні, решта махових пер мають чорні края. Існують також перехідні форми між цими двома морфами. Самиці мають подібне до самців забарвлення, однак видовжені стернові пера у них відсутні. На голові у азійських монархів-довгохвостів є помітний чорний чуб, очі у них чорні, дзьоб чорний, міцний, конічної форми.

## Підвиди
Виділяють три підвиди:
- T. p. leucogaster (Swainson, 1838) — від південного Казахстану до півночі Центральної Індії і західного Непалу. Зимують на півдні Індії;
- T. p. paradisi (Linnaeus, 1758) — центральна і південна Індія, центральний Бангладеш і південно-західна М'янма. Зимують на Шрі-Ланці;
- T. p. ceylonensis (Zarudny & Härms, 1912) — острів Шрі-Ланка.

Terpsiphone affinis, Terpsiphone floris і Terpsiphone incei раніше вважалися конспецифічними з азійським монархом-довгохвостом, однак були визнані окремим видами.

## Поширення і екологія
Азійські монархи-довгохвости гніздяться в Індії, Непалі, Бутані, Бангладеш, М'янмі, Китаї, Пакистані, Афганістані, Таджикистані, Туркменістані, Киргизстані, Казахстані і на Шрі-Ланці. Взимку вони мігрують до центральної і південної Індії та на Шрі-Ланку. Бродячі птахи спостерігалися на Мальдівах. Азійські монархи-довгохвости живуть в густих лісах і лісових масивах, на узліссях і галявинах, а також на плантаціях, в парках і садах. 
Азійські монархи-довгохвости живляться комахами, яких ловлять в польоті, на висоті від 1 до 2 м над землею, або іноді шукають серед листя. У суху погоду вони люблять купатися, літаючи по кілька разів на день до струмків для того, щоб попити води. Потім вони піднімаються на гілки і приймаються доглядати за своїм оперенням. 
Азійські монархи-довгохвости є моногамними птахами. Сезон розмноження в Індії і Пакистані у них триває з березня по серпень. Їхні гнізда мають чашоподібну або конусоподібну форму, робляться з корінців, моху, сухої трави і листя, скріплюються павутинням, встелюються м'якими волокнами, розміщується в чагарниках або низько на деревах, на висоті від 2 до 3 м над землею, серед густої рослинності. В кладці від 3 до 4 рожевуватих яєць, які відкладаються з інтервалом в один день. Інкубаційний період триває 14-16 днів. Пташенята покидають гніздо через 13-14 днів після вилуплення. Насиджують кладку і доглядають за пташенятами і самиці, і самці.

## Галерея

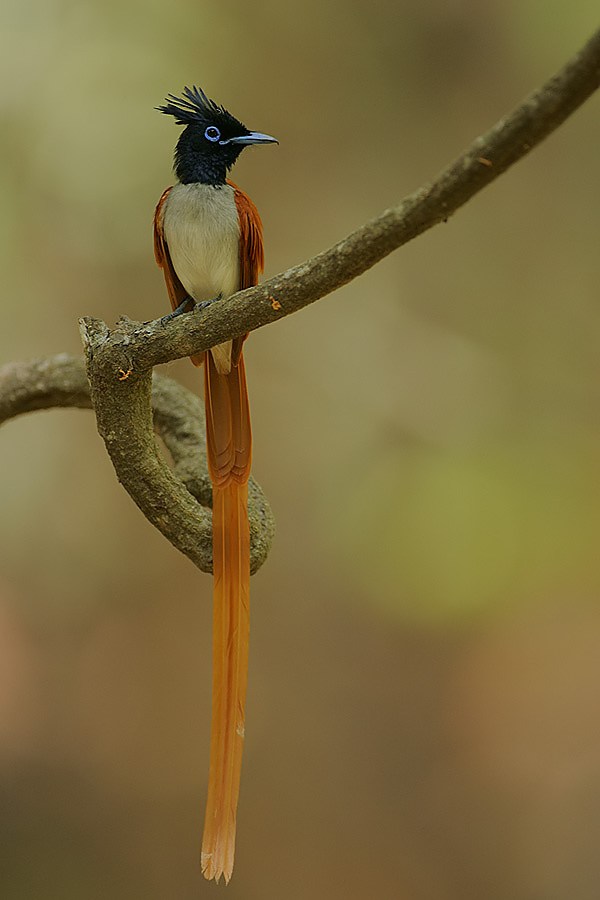
Самець (Шрі-Ланка)
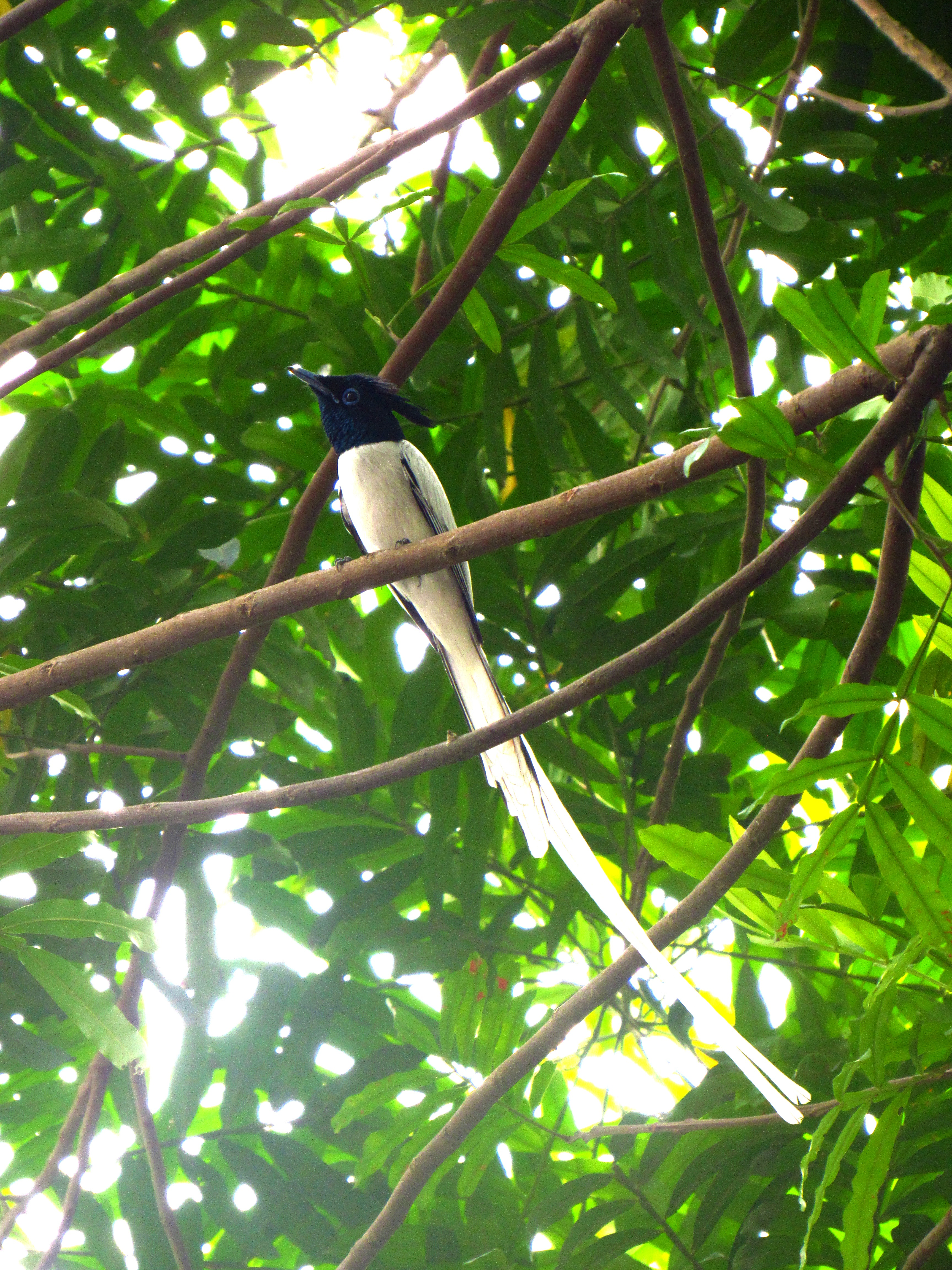
Самець білої морфи (Шрі-Ланка)
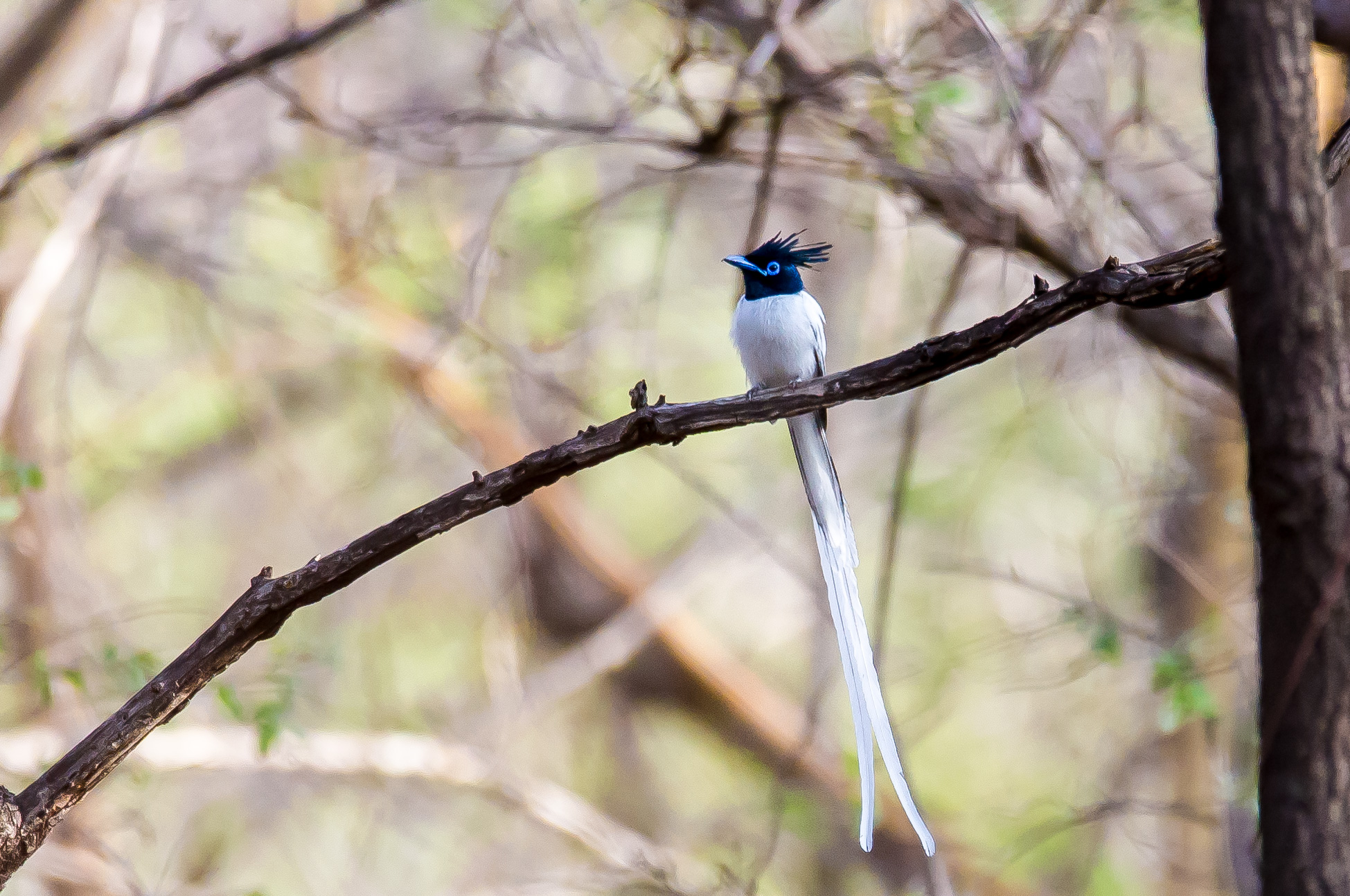
Самець білої морфи (штат Телангана, Індія)
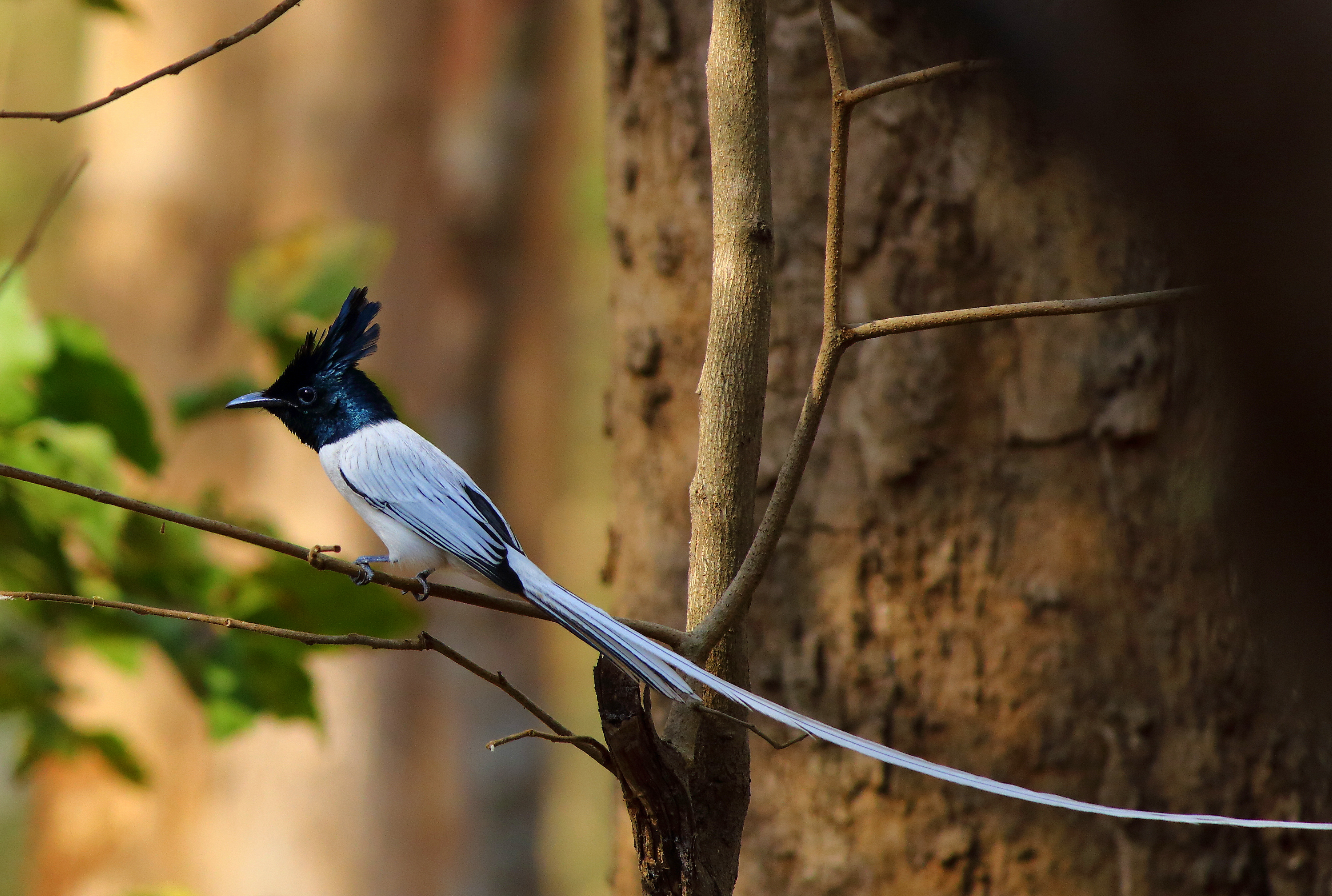
Самець білої морфи
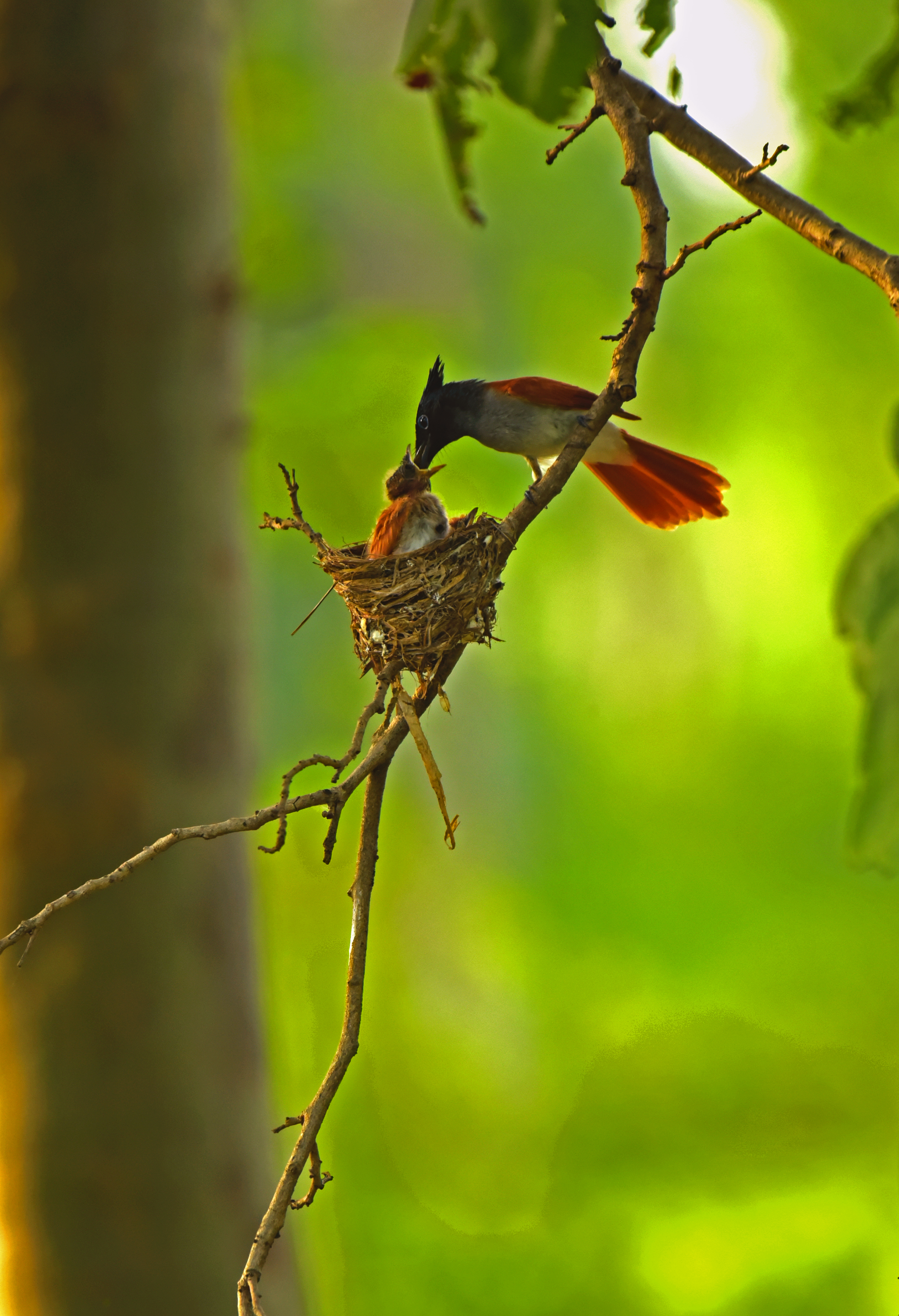
Самиця біля гнізда з пташеням
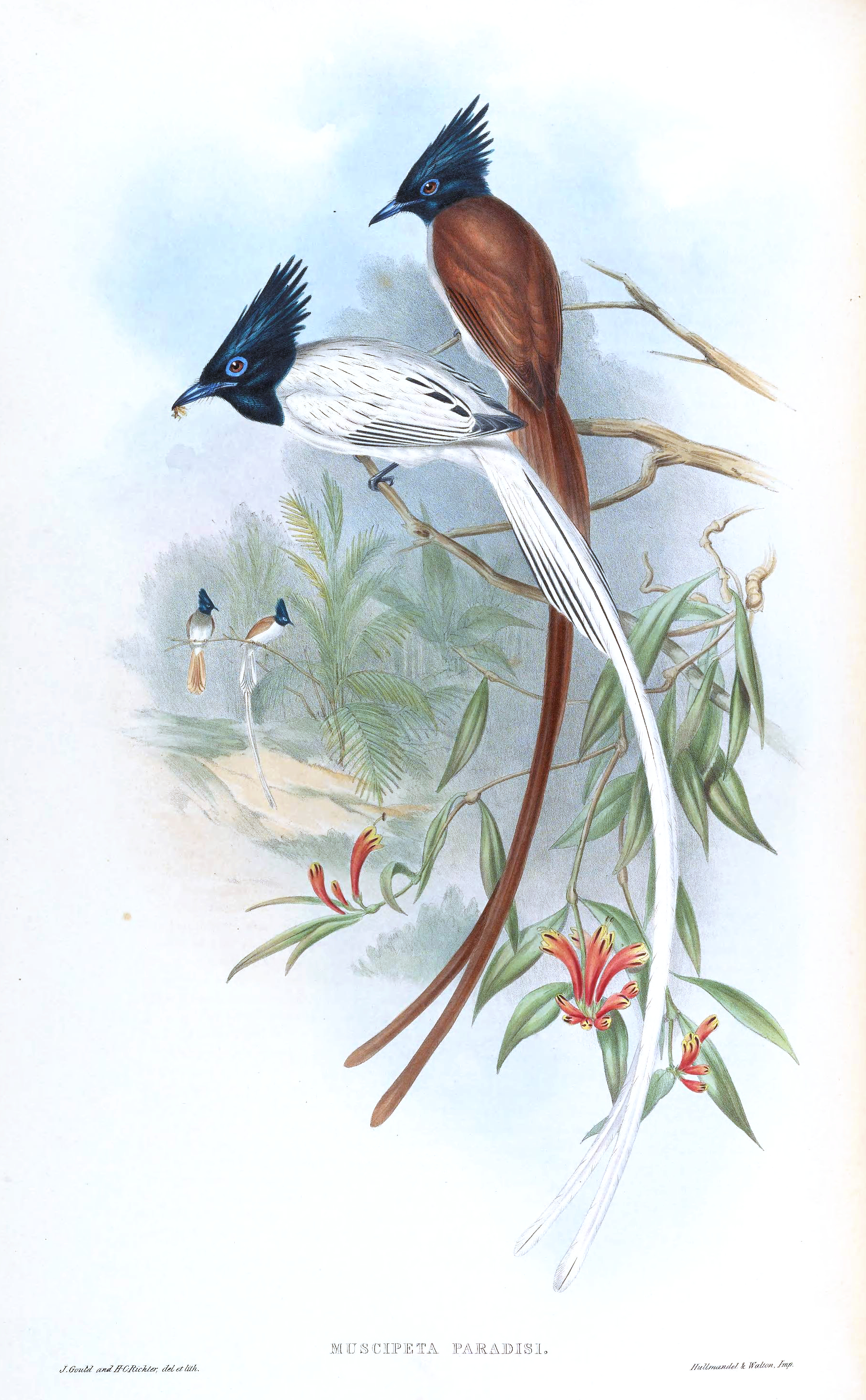
Монархи-довгохвости
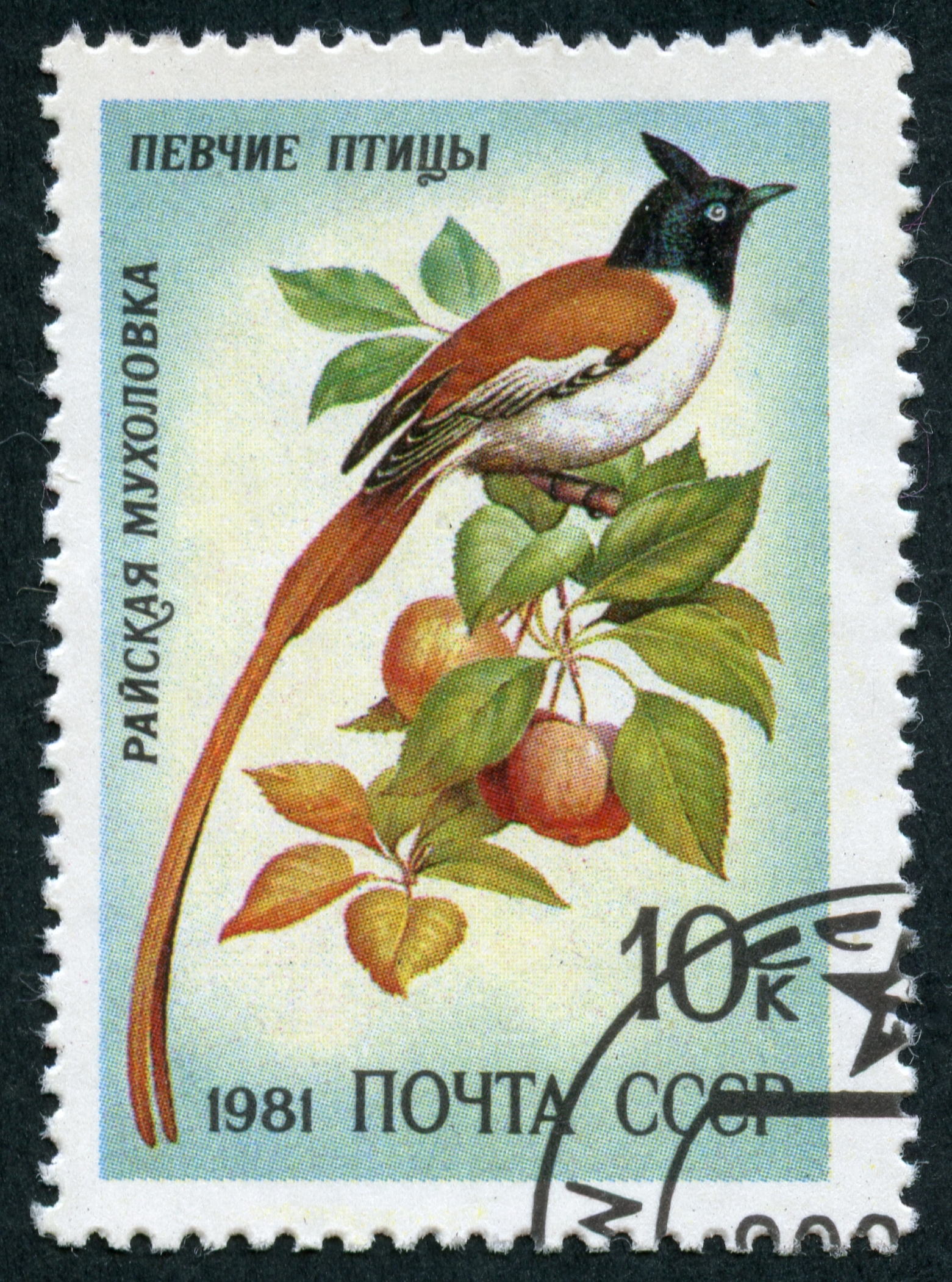
Райська мухоловка. Марка СРСР. 1981 р Серія «Співочі птахи»